# Escut del Masnou
L'escut oficial del Masnou té el següent blasonament:
Escut caironat: d'atzur, un mas d'argent acompanyat a la punta de dues claus passades en sautor amb les dents a dalt i mirant cap enfora, la d'or en banda i per damunt de la d'argent, en barra. Per timbre, una corona mural de vila.

## Història
Va ser aprovat el 15 de desembre del 2005 i publicat al DOGC el 4 de gener del 2006 amb el número 4544.
El mas és un senyal parlant tradicional referent al nom de la vila i que recorda també l'origen de la localitat, nascuda vora el Mas Nou dins el terme de Teià, del qual es va independitzar el 1825. Les claus de Sant Pere al·ludeixen al patró de la vila i també són un senyal tradicional.
Al poble, en diferents edificis públics i en els mosaics que indiquen els noms dels carrers, encara s'hi pot trobar la versió antiga de l'escut, que té a la part superior un mas amb un paller predominant un paisatge marítim amb un vaixell mercant de vela al fons, i a la part inferior la senyera catalana amb les dues claus de Sant Pere (patró de la vila) coronades per la tiara papal.

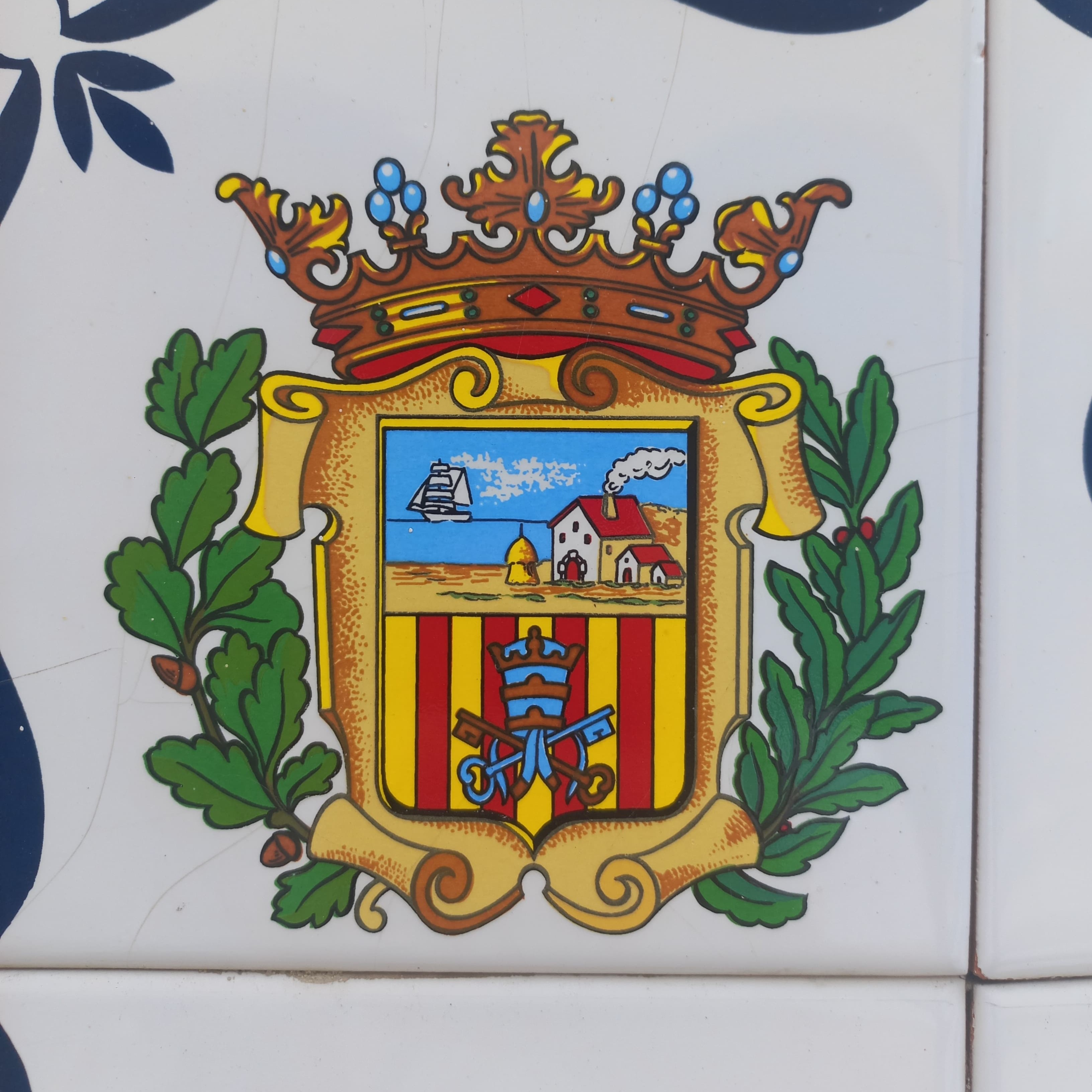
Antic escut del Masnou present en els mosaics dels carrers del poble.